# Palazzo Carciotti

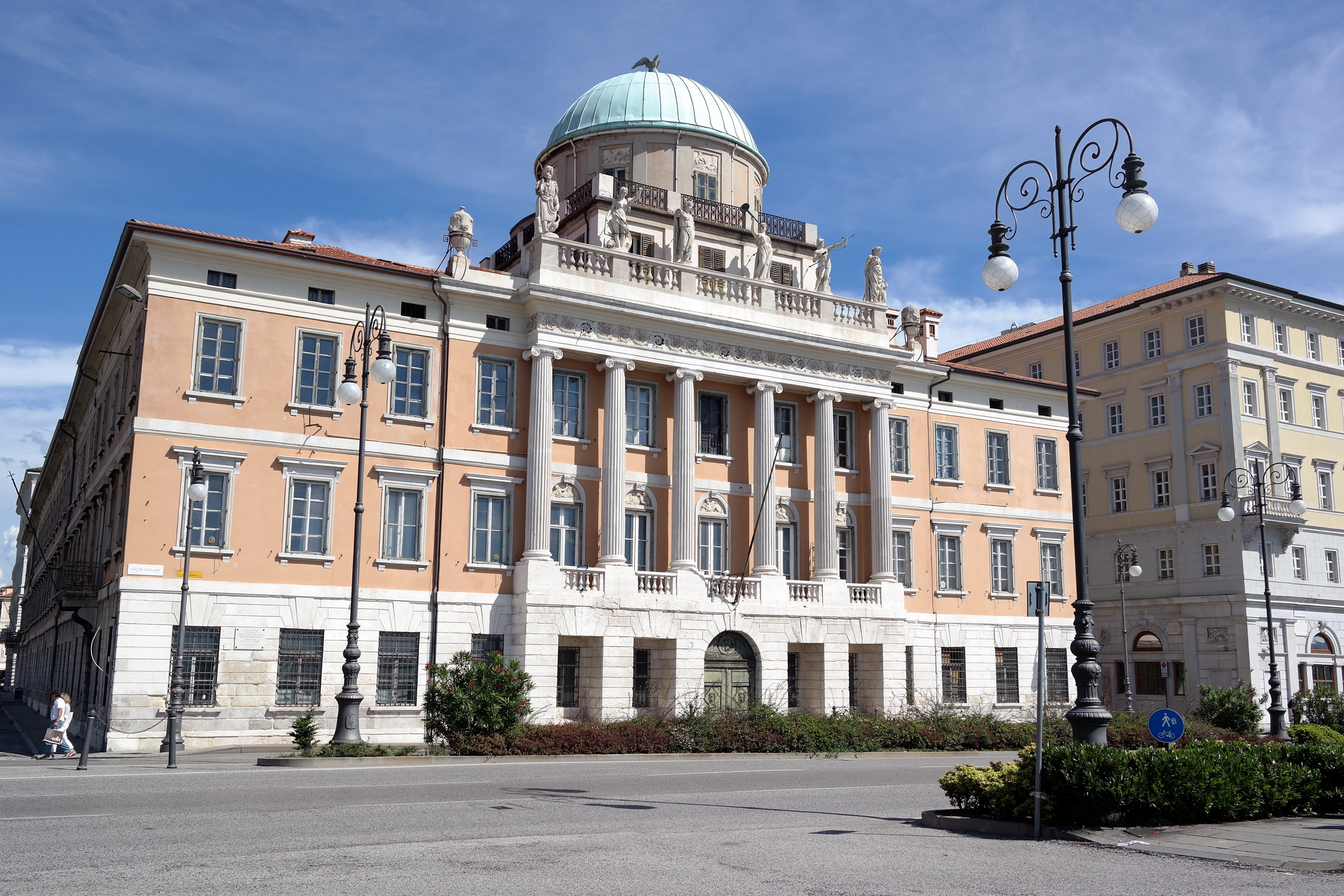
Palazzo Carciotti in Triest

Der Palazzo Carciotti ist ein Palast aus dem 18. Jahrhundert in Triest in der italienischen Region Friaul-Julisch Venetien. Er liegt am Riva Tre Novembre 13 am Beginn des Canal Grande.

## Geschichte
Der Palast wurde auf einem Gelände errichtet, das früher als Saline genutzt wurde. Auftraggeber war der griechische Kaufmann Demetrio Carciotti, der sich 1775 in Triest niederließ. Er war durch den Handel mit böhmischem Tuch reich geworden und kaufte Ende des 18. Jahrhunderts die fünf Häuser, die sich auf der rechten Seite am Beginn des Kanals befanden.
Für die Planung seines Palastes beauftragte Carciotti des Architekten Matteo Pertsch, der sein Projekt 1798 vorstellte. Sofort begannen die Bauarbeiten unter der Aufsicht von Giovanni Righetti und zogen sich bis 1805 hin.
An der Fassade zur Via Cassa di Risparmio kann man die Inschrift „DEMETRIO CARCIOTTO MDCCC“ lesen; in diesem Jahr (1800) wurde dieser Teil des Gebäudes fertiggestellt.
Im Laufe der Jahre wurde der Palast mehrfach verändert und restauriert, insbesondere wurde der Putz der Fassaden und des Steinsockels erneuert. Die Aufstockung um das dritte Obergeschoss auf der Innenseite wurde wegen technischer Erfordernisse der im Palast untergebrachten Büros durchgeführt.
1816 weilte der Minister Metternich für kurze Zeit im Palazzo Carciotti.
1831 wurde das Gebäude der erste Sitz der Assicurazioni Generali; später war dort die Österreichisch-ungarische Bank untergebracht, dann Büros der Alliierten Militärregierung und der Capitaneria del Porto (dt.: Hafenkapitänsamt).
1918 ließ die österreichische Regierung in der Zeit der Requirierung von Metallen die Kupferabdeckung der Kuppel abbauen. Heute sind in dem Gebäude einige Büros der Stadtverwaltung untergebracht.

## Beschreibung

### Hauptfassade
Die Hauptfassade nutzt dasselbe Gestaltungsschema, das später auch beim Teatro Giuseppe Verdi angewandt wurde: Ein Sockel mit Bossenwerk, auf dem die die über die beiden Hauptgeschosse teichx den Kolossalsäulen des Mittelrisalits ruhen.
An dem Palast wurde dieses Schema in größerem Stil und mit raffinierteren und kontrollierten Mitteln ausgeführt. Die mittlere Vorhalle mit glattem Bossenwerk haftet an dem Baukörper und dient den sechs kannelierten, ionischen Säulen, die die beiden Obergeschosse harmonisch verbinden und von einer pittoresken Balustrade, verziert mit Statuen, gekrönt sind, als Stylobat. Das Gebäude ist durch eine Kuppel komplettiert, die auf einer hohen Trommel ruht und eine halbkugelförmige, mit Kupfer verkleidete Kalotte besitzt, auf der ein napoleonischer Adler thront.

### Seitenfassaden und Rückfassade
Die Seitenfassaden sind einfach gehalten; das Erdgeschoss ist mit glattem Bossenwerk verkleidet, das nur von den Fenstern und dem Architrav im oberen Teil unterbrochen wird. Die Rückfassade entspricht der Hauptfassade: Dasselbe glatte Bossenwerk-Fundament in der Vorhalle im Erdgeschoss, das die sechs kannelierten, ionischen Säulen trägt und durch eine Balustrade abgeschlossen ist, dort aber gekrönt von vier Statuen und zwei Steinamphoren an den Seiten. Auf dem Gebälk kann man in bronzenen Lettern lesen: „DEMETRIO CARCIOTTI MDCCC“, also den Namen des Auftraggebers und das Jahr der Fertigstellung dieser Fassade.

### Erstes Obergeschoss
Im Piano nobile öffnet sich eine Rotunde, die mit 16 Säulen am Umfang versehen und fein ausgearbeiteten Halbreliefen an der Sopraporte verziert ist, die sich mit homerischen Themen befassen, von Antonio Bosa geschaffen und durch würdevolle Malereien von Giuseppe Bernardino Bison (1762–1844) komplettiert wurden. Der Saal bietet das elegante Aussehen einer Inneneinrichtung im Empirestil. Die Kuppel folgt dem klassizistischen Schema im Stile von Pertsch, aber ist dem Geschmack von Bison fremd. An den Malereien des Saales hat sich auch ein gewisser Scala beteiligt, der auch die „Gloria sul carro dell’Aurora“ schuf, die im zentralen Tondo abgebildet ist – das einzige Gemälde in Farbe, wenn auch in bescheidener Ausführung. An den Seiten der Kuppel gibt es Reliefe mit Szenen aus der Ilias, während die darunter angeordneten, dekorativen Schilde ein Werk Bisons sind.

### Skulpturen und Halbreliefe
Höchstwahrscheinlich wurden die Skulpturen des Palazzo Carciotti vom Auftraggeber selbst vorgeschlagen, der als Kaufmann und Wohltäter der Stadt registriert sein wollte.
Acht der zehn Statuen, die die Fassade des Palastes zieren, und die vier Vasen sind Werke des Bildhauers Antonio Bosa (1777–1845) aus Bassano, einem geistigen Schüler von Antonio Canova; die beiden Statuen auf der linken Seite der Rückfassade sind von Bartolomeo Augustini.
An der Hauptfassade zeigen die Statuen von links nach rechts: Portenus (den Wächter des römischen Hafens), Thyke (Schutzgöttin der Händler und Seefahrer), Athene (Schutzgöttin der Tuchhändler, denn der Eigentümer handelte mit Stoffen), Fama (Schicksalsgöttin), Apollo (Gott der Harmonie und der Ordnung), Abundantia (Göttin der Verschwendung, mit Anklang an den Luxus des Kaufmanns, der mit Risiken und Arbeit auch Gutes über die Stadt brachte).
Die Vasen sind wertvoller Machart, fein dekoriert und erinnern an die der Villen in venezianischem Stil. Auch die Lünetten über den Fenstern müssen Werke von Bosa sein, da sie ziemlich elegant ausgeführt wurden; nicht so die Halbreliefe mit Puttenmotiven, die ziemlich grob ausgeführt sind und sich auf der Kuppel finden.
Von Bosa sind ebenso Herkules und Minerva am Haupteingang, die auf 1804 datiert werden, was aus einem Brief des Bildhauers aus diesem Jahr hervorgeht, der die Urheberschaft dieser beiden Statuen und der Halbreliefe der Rotonde bezeugt. Nach Bensch repräsentieren sie die Symbole des Schutzes für das Haus, sind hieratische und solide Gestalten.
Die drei Frauenfiguren oben an der Treppe stellen folgende Künste dar: Pittura (dt.: Malerei), Scultura (dt.: Bildhauerei), Architettura (dt.: Architektur). In ihnen ko-existieren die klassische Tradition und die Anmut des Rokoko. Wenn sich Bosa tatsächlich zu den beiden oben unbekleideten Figuren von der Hebe von Canova aus dem Jahre 1796 inspirieren ließ, so ähnelt die verhüllte einer Karyatide am Erechtheion von Athene.

## Bemerkenswertes
Ursprünglich wohnte der Eigentümer in dem Palast im ersten Obergeschoss auf der Seite zum Meer hin; Läger und Ställe befanden sich im Erdgeschoss und 16 Wohnungen in den beiden Obergeschossen. Aber die Räume des Palastes waren so weitläufig, dass im Erdgeschoss neben dem Warenlager der Firma Carciotti auch ein Verlag, die Büros mehrerer Handelshäuser und Lebensmittelläger untergebracht waren.
Das Riva Tre Novembre hieß bis 1918 Riva Carciotti nach dem Palast, der dort steht.
1818 wandelte Demetrio Carciotti seine Liegenschaft in eine Treuhandgesellschaft um: Diese sollte nur an die direkten männlichen Erben übergehen. Sollte die männliche Linie aussterben, sollte der Palast an den Staat fallen.
In der Kuppel war außerdem mehr als einmal ein Atelier eines Malers untergebracht, wie z. B. von Arturo Rieti oder des Bulgaren Georgief. In den 1950er-Jahren befand sich in der Kuppel das Atelier des Malers Perizi.
Am 2. Februar 2012 fegten starke Boraböen einen Teil der Eindeckung der Kuppel weg, die aber später restauriert wurde.

## Zukunft und mögliche weitere Nutzung
Zur weiteren Nutzung des Palastes, eines der wertvollsten Gebäude in Triest, gab es stets viele Ideen, die aber nicht realisiert wurden. Nach dem Auszug der Capitaneria di Porto gab es in der Stadtverwaltung weitere Nutzungsvorschläge, wie den eines Kongressgebäudes, eines Museums oder eines Hotels.
2015 arbeitete die Stadtverwaltung in Übereinstimmung mit der Direzione regionale dei Beni Culturali (dt.: Kulturministerium) ein Projekt der weiteren Nutzung als Hotel in den zwei Dritteln des Palastes aus, die zur Via Cassa di Risparmio hin zeigten, und zur Nutzung als Stadtmuseum im verbleibenden Teil; der Teil zum Meer hin ist ja wertvoller; durch den Verkauf des Teils, der als Hotel vorgesehen war, und Zuweisung des Erlöses, der auf 17 Mio. € geschätzt wurde, sollte die Restaurierung des Gebäudeteils zum Meer hin als Museum bezahlt werden.
2016 ließ man das Projekt eines Stadtmuseums im Palazzo Carciotti fallen und die Stadt hat sich zum Verkauf des gesamten Palastes für einen Basispreis von 21 Mio. € entschieden.